# Dubbelbandplevier
De dubbelbandplevier (Anarhynchus bicinctus) is een waadvogel uit de familie van plevieren (Charadriidae). 

## Verspreiding en leefgebied
Deze soort komt voor in Australië, Fiji en Nieuw-Zeeland en telt twee ondersoorten: 
- Anarhynchus bicinctus bicinctus: Nieuw-Zeeland en de Chathameilanden.
- Anarhynchus bicinctus exilis: Aucklandeilanden.

## Status
De grootte van de populatie wordt geschat op 8-14 duizend volwassen vogels. Op de Rode lijst van de IUCN heeft deze soort de status gevoelig.